# Gordonia alpestris
Gordonia alpestris là một loài thực vật có hoa trong họ Theaceae. Loài này được (Krug & Urb.) H.Keng mô tả khoa học đầu tiên năm 1980.